# James E. Webb

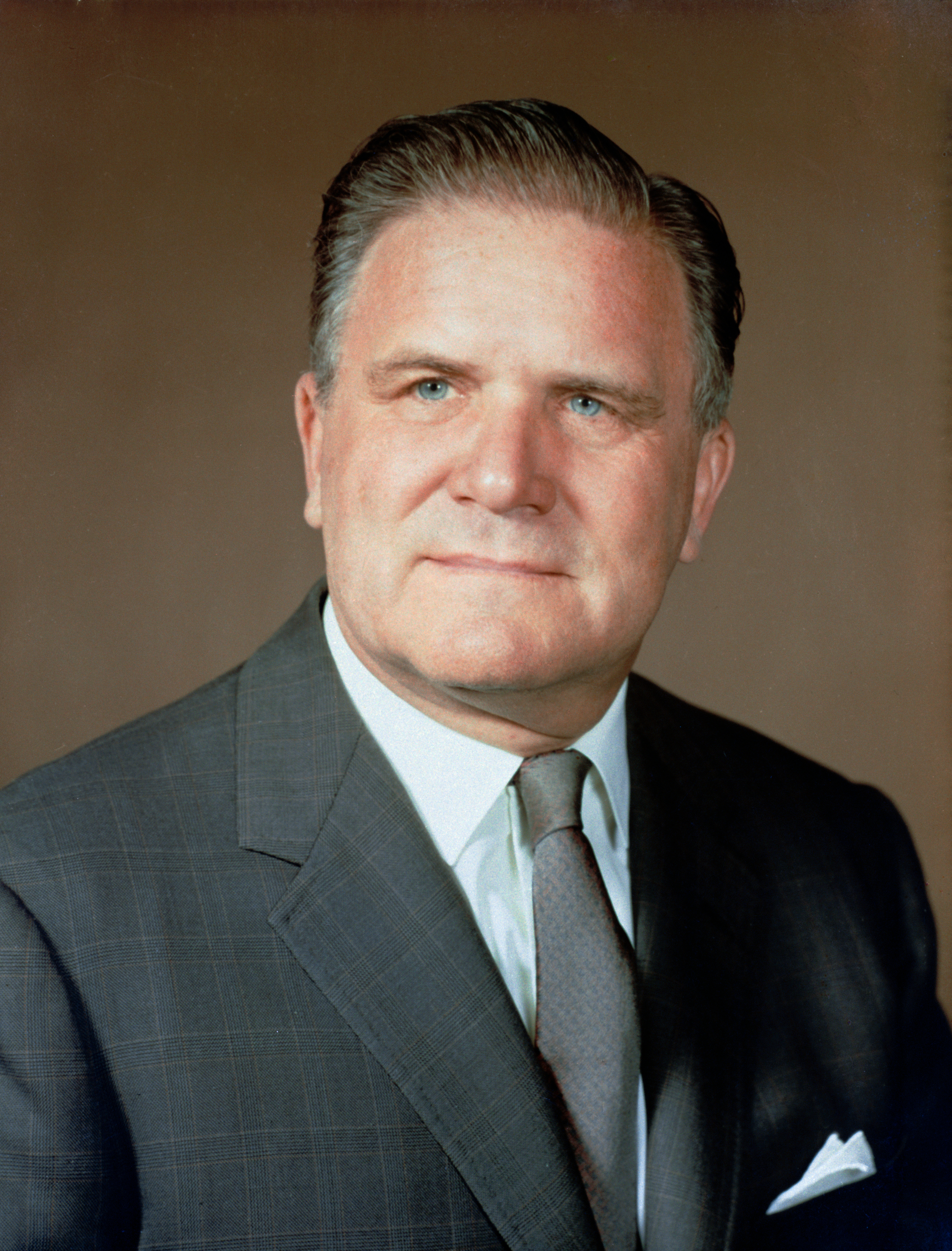
James Edwin Webb

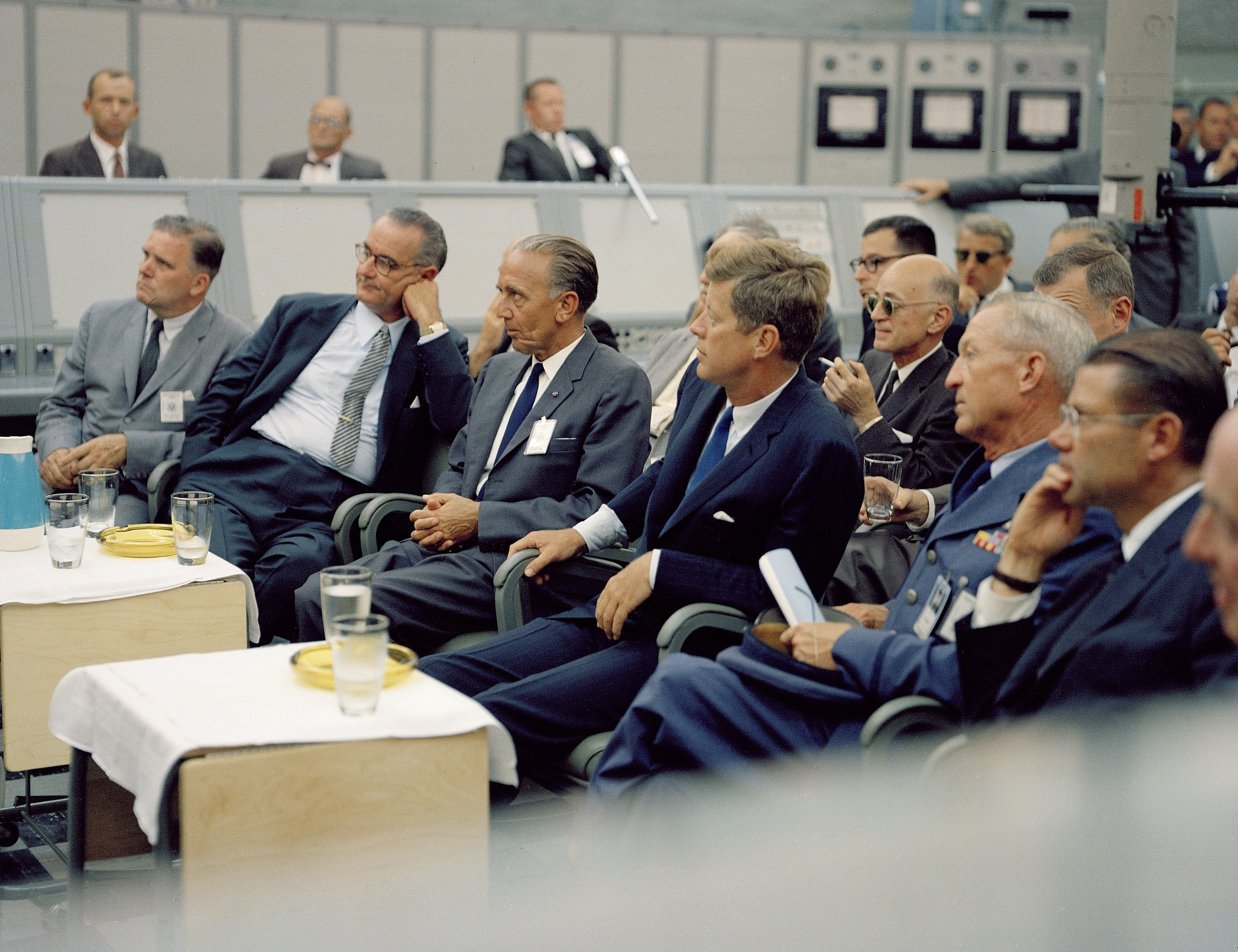
James Webb, vice-president Lyndon Johnson, Kurt Debus en president John F. Kennedy krijgen een briefing over de Saturnus I-raket tijdens een rondleiding van lanceercomplex 34 in september 1962.

James Edwin Webb (7 oktober 1906 – 27 maart 1992) was een Amerikaans ambtenaar en van 14 februari 1961 tot 7 oktober 1968 directeur van ruimtevaartorganisatie NASA. Hij was daarmee de tweede die deze functie uitoefende.
Webb leidde NASA van het begin van de ambtstermijn van president Kennedy tot het einde van de ambtstermijn van president Johnson, daardoor overzag hij al de bemande vluchten van de Mercury- en Gemini-programma's, tot net voor de eerste bemande vlucht van het Apolloprogramma.
Hij was ook directeur ten tijde van de ramp met Apollo 1.
In 2002 werd de toen in ontwikkeling zijnde  ruimtetelescoop, de Next Generation Space Telescope (NGST), hernoemd tot James Webb Space Telescope, ter ere van Webb. Op 25 december 2021 werd deze succesvol gelanceerd.